# 鼠麴火绒草
鼠麴火绒草（学名：Leontopodium forrestianum）是菊科火绒草属的植物。分布于缅甸北部以及中国大陆的云南等地，生长于海拔3,400米至4,000米的地区，多生长于石砾地、高山、亚高山干燥草地及灌丛的边缘，目前尚未由人工引种栽培。